# Kyritz
Kyritz település Németországban, azon belül Brandenburgban. Lakosainak száma 9114 fő (2023. december 31.).

## Népesség
A település népességének változása:
| Lakosok száma | 9537 | 9100 | 9281 | 9155 | 9152 | 9114 |
|               | 2010 | 2015 | 2020 | 2021 | 2022 | 2023 |